# Лаллеман, Анри Доминик
Анри Доменик Лаллеман (17 октября 1777, Мец, провинция Труа-Эвеше, королевство Франция — 15 сентября 1823, Бордентаун, Нью-Джерси, США) — французский военачальник, барон Империи (1810), генерал-лейтенант (1815). Брат дивизионного генерала (генерал-лейтенанта) Франсуа Антуана Лаллемана.

## Биография
С 1797 года — курсант незадолго перед этим созданной Политехнической школы (по другим данным — военной школы в Шалоне). В том же году отправился сражаться в действующую армию в качестве офицера-артиллериста, сражался на Рейне, в Восточной Пруссии. С 1806 года — в артиллерии Императорской гвардии. В 1810 году пожалован в бароны империи, в 1812 году участвовал в Русском походе в чине шефа батальона, в должности начальника штаба гвардейской артиллерии (командующий гвардейской артиллерией — дивизионный генерал Сорбье), участвовал в сражении при Бородине. В 1813—1814 годах сражался в Саксонии и в своей родной северо-западной Франции, в 1814 году произведён в бригадные генералы.
Братья Лаллеман, оба ставшие генералами, были известны как горячие головы и пламенные сторонники императора. Уже через несколько месяцев после реставрации Бурбонов, они попытались поднять восстание в поддержку Наполеона, сосланного на итальянский остров Эльбу. При возвращении Наполеона с Эльбы, братья Лаллеман — среди его ближайших соратников, Франсуа введён в состав Палаты пэров, Анри вместе с генералом Дево де Сен-Морисом участвует в управлении артиллерией Императорской гвардии при Ватерлоо.
После Второй Реставрации Бурбонов, братья Лаллеман были внесены в проскрипционные списки и выехали в Америку, наряду с некоторыми другими преданными бонапартистами, такими, как генерал Шарль Лефевр-Денуэтт и брат Наполеона, Жозеф Бонапарт. В эмиграции сблизился с Жозефом, проживавшим в городке Бордентаун, штат Нью-Джерси. Умер в Бордентауне, похоронен в Филадельфии.
Состоял в браке, имел единственную дочь.